# Петровское сельское поселение (Павловский район)
Петровское се́льское поселе́ние — муниципальное образование в Павловском районе Воронежской области Российской Федерации.
Административный центр — село Петровка.

## История
Статус и границы сельского поселения установлены Законом Воронежской области от 15 октября 2004 года № 63-ОЗ «Об установлении границ, наделении соответствующим статусом, определении административных центров отдельных муниципальных образований Воронежской области».

## Население
| 2005  | 2006  | 2007  | 2008  | 2009  | 2010  | 2012  |
| ----- | ----- | ----- | ----- | ----- | ----- | ----- |
| 2425  | ↗2446 | ↗2466 | ↗2486 | →2486 | ↗2539 | ↗2552 |
| 2013  | 2014  | 2015  | 2016  | 2017  | 2018  |       |
| ↘2549 | ↗2555 | ↗2581 | ↘2571 | ↘2565 | ↘2482 |       |

## Состав сельского поселения
| № | Населённый пункт | Тип населённого пункта       | Население |
| - | ---------------- | ---------------------------- | --------- |
| 1 | Белая Деревня    | посёлок                      | ↗35       |
| 2 | Копанки          | посёлок                      | ↘7        |
| 3 | Михайловка       | село                         | ↗566      |
| 4 | Петровка         | село, административный центр | ↗1917     |
| 5 | Рассвет          | посёлок                      | ↘14       |